# Antwerp Port Epic Ladies
L'Antwerp Port Epic Ladies és una cursa femenina de ciclisme d'un dia que es celebra a Bèlgica des de l'any 2023. Està integrada dins el calendari femení de l'UCI com a cursa 1.1.
Es disputa anualment pels voltants d'Anvers. La primera vencedora fou la belga Marthe Truyen.

## Palmarès
| Any  | Vencedor       | Segon               | Tercer               |
| ---- | -------------- | ------------------- | -------------------- |
| 2023 | Marthe Truyen  | Audrey Cordon-Ragot | Franziska Koch       |
| 2024 | Iara Gillespie | Zoe Bäckstedt       | Babette van der Wolf |
| 2025 |                |                     |                      |